# Топлана
Топлана  је парно постројење које генерише топлотну енергију (топлоту)  у облику вреле паре за употребу у системима за даљинско грејање. Постоје комбиноване енергетко-топлотна постројења, инсталације, где се код производње електричне енергије као нус производ добија топлота. 
Топлане се обично користе за грејање јавних насељених места али и целина (комплекса)  као што су у болнице, универзитети, фабрике, касарне (војне базе) . 
Постројење производи врелу пару која се дистрибуира до сваке зграде и објекта где се користи за грејање простора, климатизацију, или грејање воде за производне, медицинске или кућне потребе.
Пара се може продати сваком купцу и фактурисати коришћењем мерача протока паре или калориметра.
Топлана садржи обавезно: котлове , размењивач топлоте, цеви  за воду и пару. Поред тога топлане садрже: танкове за гориво (цистерне), опрему за пречишћавање воде, против-пожарне инсталације, инструменте за мерење појединих параметара, системе за контролу...
Топлане могу користити следеће гориво за производњу топлоте:
- Земни  гас
- Мазут
- Уље за ложење
- Биомаса
- Угаљ
- Отпад кроз Управљање отпадом спаљивањем